# Нава Старр
Нава Нехеміївна Старр (до шлюбу Гордон; англ. Nava Starr; після одруження Штеренберг (англ. Shterenberg); нар. 4 квітня 1949, Рига) — канадська шахістка, міжнародний майстер (1978) серед жінок.
Восьмиразова чемпіонка Канади, чемпіонка Молдови 1966 року, срібна призерка чемпіонату України 1971 року. У складі збірної Канади брала участь у 13-ти шахових олімпіадах.

## Біографія
Народилася та виросла у Латвії. Одружившись із Сашою Штеренбергом, взяла його прізвище. У 1975 році родина переїхала в Торонто (Канада). У 1989 році вони обоє змінили прізвище на Старр.
До переїзду в Канаду проживала в Одесі. Закінчила хіміко-технологічний факультет Одеського політеху. Її тренером був Юхим Коган.
У 1966 році перемогла в чемпіонаті Молдови. Учасниця чемпіонату СРСР 1967 року (поділ 26-30 місць) та турніру у Львові (1967, поділ 3-5 місць). Третя призерка Кубка СРСР (1970). Тричі брала участь у чемпіонатах України, зокрема: 1971 (2 місце), 1972 (?) та 1974 (поділ 22-24 місць).
Восьмиразова переможниця чемпіонатів Канади (1978, 1981, 1984, 1986, 1989, 1991, 1995, 2001). Завдяки успіху в чемпіонаті Канади 1978 року, що проходив у Вікторії (Британська Колумбія), отримала титул міжнародного майстра серед жінок від ФІДЕ у 1978 році.
Учасниця п'яти міжзональних турнірів в період з 1978 по 1993 роки, а також чемпіонату світу 2001 року.
У 2001 році була включена у Зал шахової слави Канади. Засновниця компанії «Chess Supersite Inc.»
Нава Старр грає дуже атакуюче, багата на комбінації та любить гострі дебюти. Вона перемагала таких сильних гравців, як Піа Крамлінг, Барбара Хунд, Мілунка Лазаревич та Роман Пельц. Нава Старр написала статтю в журналі «En Passant» під назвою «Чому чоловіки перевершують жінок у шахах».

## Особисте життя
Нава Старр має дочку Регіну та двох онуків, Метью і Наомі. Її чоловік Саша Старр (Штеренберг) теж шахіст.

## Турнірні результати
| Рік  | Місце проведення | Турнір                                               | Результат | + | —  | = | Місце      |
| ---- | ---------------- | ---------------------------------------------------- | --------- | - | -- | - | ---------- |
| 1966 |                  | чемпіонат Молдови                                    |           |   |    |   | Gold       |
| 1967 | Сочі             | 51-й чемпіонат СРСР                                  | 7 з 13    | 7 | 3  | 3 | 26 — 30    |
| 1971 | Львів            | 31-й чемпіонат України                               | 8 з 11    | 8 | 3  | 0 | Silver     |
| 1972 | Одеса            | 32-й чемпіонат України                               | ? з 11    |   |    |   | нижче 6-го |
| 1974 | Одеса            | 34-й чемпіонат України                               | 5 з 11    |   |    |   | 22 — 24    |
| 1978 | Вікторія         | 2-й чемпіонат Канади                                 | 7½ з 8    | 7 | 0  | 1 | Gold       |
| 1979 | Аліканте         | міжзональний турнір циклу чемпіонату світу 1979-1981 | 6 з 17    | 6 | 11 | 0 | 15         |
| 1981 | Торонто          | 3-й чемпіонат Канади                                 | 7½ з 9    | 6 | 0  | 3 | Gold       |
| 1982 | Бад-Кіссінген    | міжзональний турнір циклу чемпіонату світу 1982-1984 | 4½ з 15   | 3 | 9  | 3 | 12 — 13    |
| 1984 | Торонто          | 4-й чемпіонат Канади                                 | 8 з 9     | 8 | 1  | 0 | Gold       |
| 1986 | Торонто          | 5-й чемпіонат Канади                                 | 6 з 7     |   |    |   | Gold       |
|      | Гавана           | міжзональний турнір циклу чемпіонату світу 1985-1986 | 3 з 13    | 1 | 8  | 4 | 13         |
| 1989 | Скарборо         | 6-й чемпіонат Канади                                 | 8½ з 10   | 8 | 1  | 1 | Gold       |
| 1990 | Гентінг Гайлендс | міжзональний турнір циклу чемпіонату світу 1989-1991 | 6 з 17    | 3 | 8  | 6 | 13 — 15    |
| 1991 | Гвельф           | 7-й чемпіонат Канади                                 | 5½ з 6    | 5 | 0  | 1 | Gold       |
| 1993 | Джакарта         | міжзональний турнір циклу чемпіонату світу 1993-1996 | 5 з 12    | 2 | 4  | 6 | 36 — 37    |
| 1995 | Монреаль         | 8-й чемпіонат Канади                                 | 5½ з 6    | 5 | 0  | 1 | Gold       |
| 1996 | Торонто          | 9-й чемпіонат Канади                                 | 7 з 9     | 6 | 1  | 2 | Silver     |
| 2001 | Торонто          | 10-й чемпіонат Канади                                | 5½ з 6    | 5 | 0  | 1 | Gold       |
| 2004 | Торонто          | 11-й чемпіонат Канади                                | 3 з 6     | 2 | 2  | 2 | 8 — 11     |
| 2006 | Ричмонд-Гілл     | 12-й чемпіонат Канади                                | 3½ з 6    | 3 | 2  | 1 | — 6        |
| 2009 | Кітченер         | 14-й чемпіонат Канади                                | 4½ з 6    | 3 | 0  | 3 | — 3        |

## Статистика виступів на шахових олімпіадах
За період 1976—2014 рр. Нава Старр зіграла за збірну Канади у 13-ти шахових олімпіадах.
У її активі дві індивідуальні нагороди, зокрема: «золото» на другій шахівниці шахової олімпіади 1976 року, а також бронзова нагорода на першій шахівниці у 1982 році.
Загалом у складі збірної Канада Нава Старр зіграла 147 партій, у яких набрала 94 очки (+73=42-32), що становить 63,9 % від числа можливих очок.
| Рік  | Турнір                 | Місто        | Збірна | Шахів- ниця | Рейтинг | + | = | − | Результат | % очок | Турнірний рейтинг | Командне місце | Особисте місце |
| ---- | ---------------------- | ------------ | ------ | ----------- | ------- | - | - | - | --------- | ------ | ----------------- | -------------- | -------------- |
| 1976 | 7-ма шахова олімпіада  | Хайфа        | Канада | 2           |         | 8 | 2 | 0 | 9 з 10    | 90,0   | 2211              | 9              | Gold           |
| 1978 | 8-ма шахова олімпіада  | Буенос-Айрес | Канада | 1           | 2100    | 8 | 4 | 2 | 10 з 14   | 71,4   | 2082              | 18             | 6              |
| 1980 | 9-та шахова олімпіада  | Валлетта     | Канада | 1           | 2180    | 5 | 5 | 1 | 7½ з 11   | 68,2   | 2078              | 19             | 4              |
| 1982 | 10-та шахова олімпіада | Люцерн       | Канада | 1           | 2125    | 7 | 4 | 1 | 9 з 12    | 75,0   | 2174              | 19             | Bronze         |
| 1984 | 11-та шахова олімпіада | Салоніки     | Канада | 1           | 2130    | 7 | 2 | 3 | 8 з 12    | 66,7   | 2141              | 17             | 9              |
| 1988 | 13-та шахова олімпіада | Салоніки     | Канада | 1           | 2200    | 4 | 2 | 6 | 5 з 12    | 41,7   | 2029              | 26             | 38             |
| 1992 | 15-та шахова олімпіада | Маніла       | Канада | 1           | 2215    | 7 | 4 | 2 | 9 з 13    | 69,2   | 2230              | 45             | 6              |
| 1994 | 16-та шахова олімпіада | Москва       | Канада | 1           | 2195    | 6 | 5 | 1 | 8½ з 12   | 70,8   | 2328              | 52             | 5              |
| 1996 | 17-та шахова олімпіада | Єреван       | Канада | 1           | 2210    | 3 | 6 | 3 | 6 з 12    | 50,0   | 2158              | 39             | 41             |
| 2002 | 20-та шахова олімпіада | Блед         | Канада | 1           | 2207    | 5 | 1 | 5 | 5½ з 11   | 50,0   | 2236              | 58             | 52             |
| 2004 | 21-ша шахова олімпіада | Кальвія      | Канада | 1           | 2191    | 7 | 3 | 2 | 8½ з 12   | 70,8   | 2181              | 41             | 8              |
| 2006 | 22-га шахова олімпіада | Турин        | Канада | 2           | 2169    | 4 | 3 | 3 | 5½ з 10   | 55,0   | 2070              | 41             | 37             |
| 2014 | 26-та шахова олімпіада | Тромсе       | Канада | резерв      | 2145    | 2 | 1 | 3 | 2½ з 6    | 41,7   | 1906              | 41             |                |